# Starý Hirštejn
Starý Hirštejn je přírodní rezervace vyhlášená roku 1968. Důvodem k vyhlášení bylo zajištění ochrany původního či přírodě blízkého ekosystému smíšených podhorských bučin na balvanité suti a zajištění ochrany typických rostlinných a živočišných společenstev vázaných na tyto drahocenné ekosystémy. Vyskytuje se zde také několik vzácných rostlinných a živočišných druhů. Z rostlin stojí za zmínku například vzácná kapradina laločnatá či jedna z nejjedovatějších v Česku rostoucích rostlin oměj vlčí. Z živočichů potom dva druhy vzácných mandelinek (Chrysolina umbratilis, Chrysolina crassimargo), ohrožený pták lejsek malý a výjimečně také rys ostrovid. Uvnitř rezervace se dále nachází kulturní památka – zřícenina hradu Starý Herštejn z druhé poloviny 13. století. Přírodní rezervaci spravuje AOPK ČR Správa CHKO Český les.

## Lokalita
Přírodní rezervace se nachází na jihozápadě plzeňského kraje v oblasti s malou hustotou zalidnění (23 obyvatel/km²) a vysokou zalesněností (45 %). Leží zhruba šestnáct kilometrů od okresního města Domažlice, poblíž malé obce Pivoň spadající pod obec Mnichov. V obci Pivoň stojí bývalý augustiniánský klášter z druhé poloviny 13. století. Rezervace se rozprostírá okolo vrcholu Starý Hirštejn, v nadmořské výšce přibližně 685–878 m n. m. Rozloha rezervace je 37,15 ha.

## Historie
Historie okolí i samotné rezervace je spjata s již zmíněným pohraničním hradem Starý Herštejn. Ten se v historických pramenech objevuje již roku 1272, avšak přesné datum jeho založení není známé. Na hradě, který byl původně vystavěn za účelem ochrany Řezenské obchodní stezky, se vystřídalo mnoho majitelů, včetně loupeživého rytíře Zdeňka Dobrohosta z Ronšperka. Hrad byl dvakrát obléhán a úspěšně dobyt, nejprve v době husitských válek a podruhé roku 1510, kdy byl poté vítězi i definitivně rozbořen. V 17. století se okolí zříceniny stalo vyhledávaným cílem italských hledačů drahokamů.

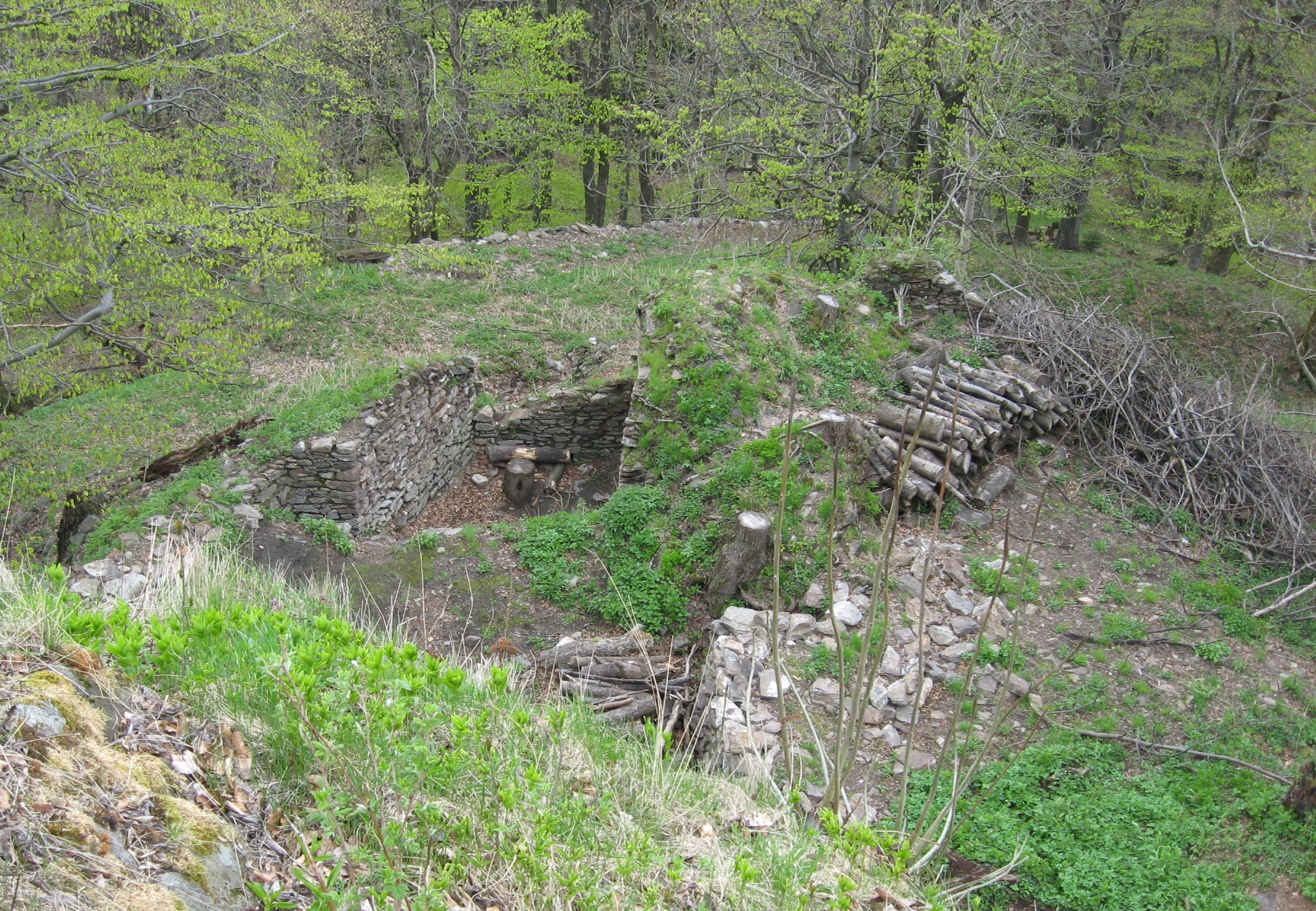
Zříceniny Starého Herštejna

Dalším významným milníkem byl konec druhé světové války, kdy bylo odsunuto německé obyvatelstvo z blízké a poměrně velké obce Herštejnské Chalupy, která byla následně kompletně srovnána se zemí. Z této obce se dodnes zachovaly pouze některé louky a původní cesta na hrad. Podobný osud měly i další blízké obce Pivoň a Mnichov. Avšak v nich došlo k dosídlení.
V době totality byl Starý Hirštejn díky svému krásnému rozhledu na bavorské i české hraniční hvozdy využíván také pohraniční stráží, která z jeho vrcholu pozorovala vzdušný prostor nad státní hranicí. Od 50. let 20. století území obhospodařovalo několik lesních společností. Dnes území spravují Lesy ČR, lesní správa Domažlice.

## Přírodní poměry

### Geologie a pedologie
Přírodní rezervace Starý Hirštejn náleží geologicky k moldanubické části krystalinika Českého lesa, k takzvané monotonní serii, kterou tvoří dva komplexy cordieritických rul (jižní čerchovský a severní přimdský), které jsou od sebe nedaleko rezervace odděleny pruhem biotických rul s muskovitem. Namodrale šedé cordieritické ruly jsou proterozoického stáří. Mají nevýraznou páskovanou strukturu a následující minerální složení: cordierit, biotit, sillimanit, plagioklas, draselný živec a křemen.
Z geomorfologického hlediska má rezervace tvar výrazného kužele, který vyčnívá ze západní části hřbetu Českého lesa. Ačkoli je zde geologický podklad z poměrně odolných hornin, je zde patrné výrazné zvětrávání a následný odnos ruly, což dává za vznik skalnímu výchozu na vrcholové partii Starého Hirštejna, dalším izolovaným skalám, mrazovým srubům, suťovým polím a menšímu kamennému moři.
Půdní profil je až na výjimky v severní části území, kde je malý sklon, poměrně mělký. Svahové hlíny jsou obvykle podzolového typu, takzvané kryptopodzoly.

### Hydrologie a klimatické poměry
Z hydrologického hlediska je poloha poměrně unikátní. Přírodní rezervací prochází hlavní evropské rozvodí. Severovýchodní část rezervace je odvodňována potokem Pivoňkou do Severního moře (Černý potok → Radbuza → Berounka → Vltava → Labe), jihozápadní část Nemanickým potokem do Černého moře (Naab → Dunaj).
Oblast rezervace klimaticky náleží do chladné oblasti. Průměrná roční teplota je 7 °C. Roční úhrny srážek dosahují až 1000 mm. První námraza se zde dá pozorovat již začátkem října.

### Flora

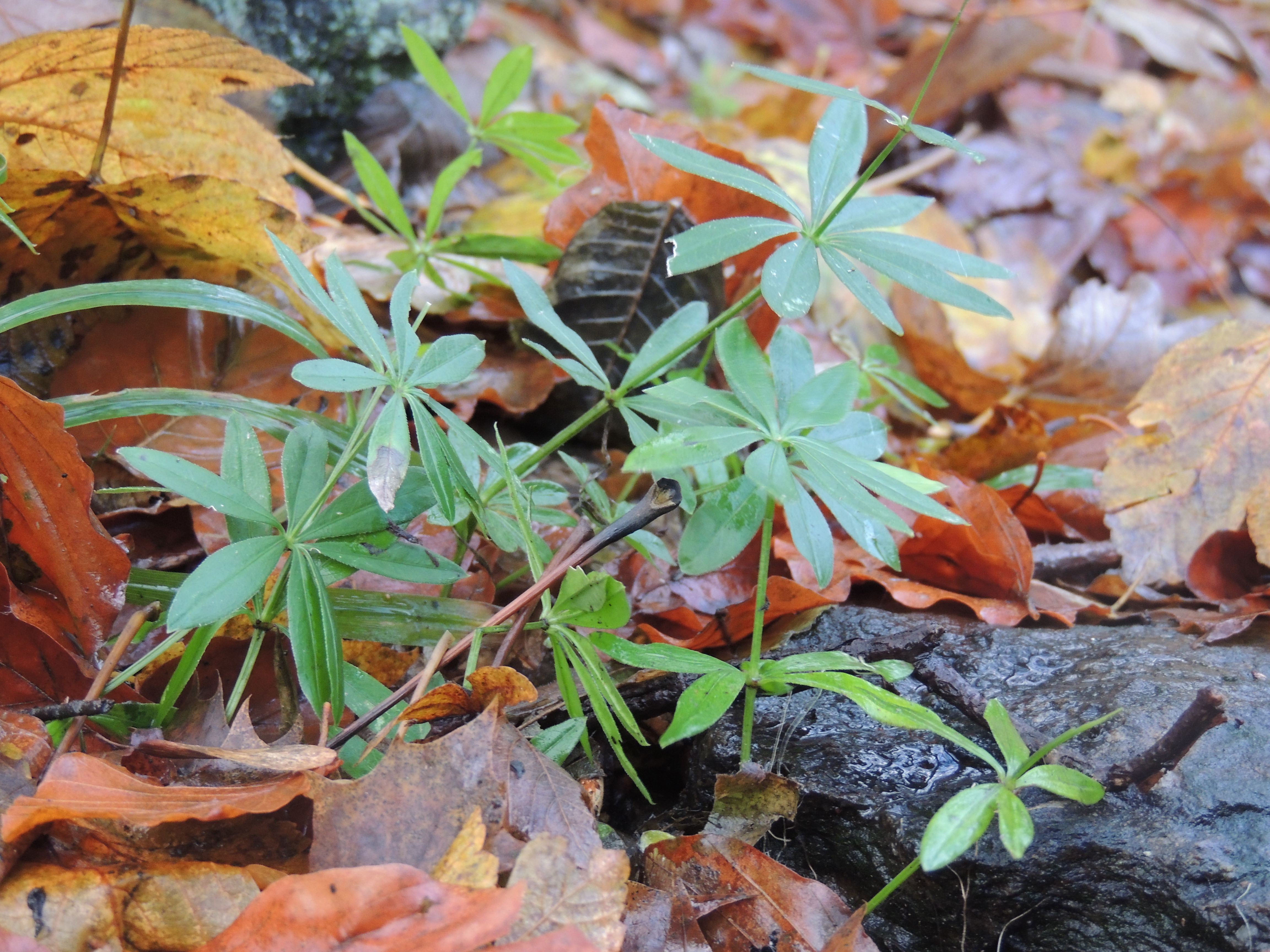
Svízel vonný

Květena rostoucí na území rezervace je typická pro acidofilní bučiny a stejně jako fauna je dána druhovou diverzitou Českého lesa. Druhové složení lesa odpovídá smíšeným lesům, největší zastoupení ve stromovém patře má buk lesní, smrk ztepilý, javor klen, javor mléč, bříza bělokorá, jasan ztepilý a další.
Významnými druhy v podrostu jsou: pitulník žlutý (Galeobdolon luteum), kapradiny kapraď osinkatá (Dryopteris carthusiana) a v Česku vzácná kapradina laločnatá (Polystichum aculeatum), plicník tmavý (Pulmonaria obscura), bažanka vytrvalá (Mercurialis perennis), sasanka pryskyřníkovitá (Anemonoides ranunculoides), kokořík mnohokvětý (Polygonatum multiflorum), náprstník velkokvětý (Digitalis grandiflora), silenka dvoudomá (Silene dioica), metlice křivolaká (Deschampsia flexuosa), chráněný a prudce jedovatý oměj vlčí (Aconitum vulparia), řeřišničník Hallerův (Cardaminopsas halleri) a svízel vonný (Galium odoratum).
Z hub se zde objevuje dřevokazný troudnatec kopytovitý (Fomes fomentarius), václavka obecná (Armillaria mellea) a ohrožená kalichovka šupinkatá (Omphalina epichysium).

### Fauna
Druhová diverzita zvířeny je úzce spjata s polohou PR – tedy uvnitř CHKO Český les. Jedná se tedy o středoevropskou horskou a podhorskou faunu hercynského původu s příměsí některých atlantských druhů bezobratlých. Vyskytuje se zde několik chráněných a často ohrožených druhů.

#### Bezobratlí
Byly zde nalezeny vzácné druhy mandelinek (Chrysolina umbratilis, Chrysolina crassimargo) a brouků: nosatci rodu Acalles, indikující přirozené lesy a stehenáč (Ischnomera sanguinicollis).

#### Ptáci
Žijí zde běžné druhy ptáků, typické pro listnaté lesy. Ne zcela běžně spatřovaný je například čáp černý (Ciconia nigra). Vyskytuje se zde největší český holub hřivnáč (Columba palumbus) a také holub doupňák (Columba oenas)
. Další běžné lesní druhy, které se zde objevují, jsou: datel černý (Dryocopus martius), budníček větší (Phylloscopus trochilus), budníček lesní (Phylloscopus sibilatrix), nejmenší evropský pták králíček obecný (Regulus regulus), drozd kvíčala (Turdus pilaris), drozd brávník (Turdus viscivorus), červenka obecná (Erithacus rubecula), sýkora koňadra (Parus major), sýkora modřinka (Parus paeruleus), sýkora uhelníček (Parus ater), šoupálek dlouhoprstý (Certhia familiaris), brhlík lesní (Sitta europia), zvonek zelený (Chloris chloris) a kriticky ohrožený lejsek malý (Ficedula parva). Z dravců je tu kromě káněte také jestřáb lesní (Accipiter gentilis).

#### Savci
Z hlodavců zde žije hraboš mokřadní (Microtus agrestis), myšice lesní (Apodemus flavicollis) a rejsek obecný (Sorex araneuse). Ze šelem zde můžeme najít kunu skalní (Martes foina), sporadicky se zde může také objevit kriticky ohrožený rys ostrovid (Lynx lynx), který po svém vypuštění na Šumavě úspěšně rozšiřuje svůj areál výskytu, a v českých lesích běžná liška obecná (Vulpes vulpes). Z vysoké zvěře zde žijí běžné druhy jako muflon obecný (Ovis musimon), srnec obecný (Capreolus capreolus) a údajně také daněk evropský (Dama dama) a jelen evropský (Cervus elaphus).

## Management ochrany a hospodaření
Na tomto území by měl být vždy prioritní zájem o ochranu biodiverzity, biotopů a krajinného rázu. S ohledem na skutečnost, že je turisticky vyhledávaným místem, je žádoucí udržovat cesty bez polomů a vývratů tak, aby návštěvníci nemuseli vyšlapávat nové stezky. Dále pak zajistit odstraňování odpadků, které nesmí být zakopávány, regulovat pořádání hromadných akcí a v případě kulturní památky zajistit i odstraňování náletů, které by mohly narušit její zdivo.
Pro udržení původního stavu lesa je nezbytné neponechávat lesní porosty bez zásahu, avšak současně s nimi klasickým způsobem nehospodařit, jak tomu je v hospodářských lesích. Výjimku v lesním hospodářství na území rezervace tvoří smrk, se kterým se takto nakládat musí – tzn. odstraňování zlomů a vývratů, či stromů napadených kůrovcem. Při této těžbě je nezbytná šetrnost, protože některé plochy jsou náchylné k erozi. Důležité je také vhodné myslivecké hospodaření, které by mělo zajistit normované stavy vysoké zvěře a nezavádění nepůvodních druhů zvěře, v případě této lokality jde o daňky a muflony.

## Turismus
I přes náročnější terén hlavně pod přírodní rezervací je území na turismus poměrně bohaté. Skrze území vede k zřícenině celoročně využívaná červená turistická trasa Brůdek u Kdyně – Železná. V lokalitě se díky ukryté cache na zřícenině objevují také příznivci geocachingu.